# Pléonexie
La pléonexie (du grec πλεονεξία, pleonexia) est l'avidité, le désir insatiable d'avoir plus que les autres en toute chose. Cela se traduit en pratique par le fait de prendre toujours plus que ce qui nous revient, ou moins, lorsque l'objet se révèle ingrat.

## Création du terme
Dans son œuvre, Thucydide utilise le terme pleonexia à quelques reprises, mais aussi d'autres formules recouvrant cette notion de « posséder plus », à propos de la politique de puissance impérialiste d'Athènes lors de la guerre du Péloponnèse, impérialisme qui cause d'abord la croissance puis l'effondrement d'Athènes.
Platon, dans La République, montre que le désir insatiable de richesse est cause de discorde entre riches et moins riches, et que cette discorde peut se transformer en guerre civile, laquelle peut aller jusqu'à la destruction de la cité, et que ce désir insatiable de richesse peut même conduire à la guerre contre d'autres cités afin de s'approprier leurs biens ; dans Les Lois, Platon indique que les lois de la cité doivent mettre des limites tant à la pauvreté qu'à la richesse, le riche ne devant pas posséder plus du quadruple des biens du pauvre (valeur moyenne), tout excès de richesse devant être remis à la cité, faute de quoi la discorde éclaterait entre citoyens pauvres et riches.
Selon le juge italien Filippo Aragona, Platon estimait que les hommes ont en eux le désir insatiable de dominer les autres (la pleonexia), mais qu'ils savent que la violence appelle la violence, et c'est pourquoi les communautés humaines ont décidé de renoncer à la violence et de respecter les lois ; néanmoins, d'après lui, Platon « avait eu l'intuition que [dans la cité] le renoncement à la pleonexia n'était qu'apparent, qu'il ne concernait que la surface sociale et qu'il avait contribué à persuader la population de l'excellence des projets politiques, alors qu'en réalité, sous cette surface, l’instinct prédateur de l’homme demeurait intact, avec pour conséquence que la recherche de la réalisation d’intérêts particuliers par l’oppression des autres s’exerçait, derrière l’écran apparent des vertus civiques, dans des cercles et sous-groupes secrets (c'est-à-dire la synousia ou société secrète […]) ».
Dans le livre II de La République, Glaucon pense que la passion (épithumia) conduit à la pléonexie, le « désir d'avoir toujours plus ».
Le Moldave Dimitrie Cantemir (1673-1723) — à qui Voltaire a rendu hommage en particulier pour ses écrits philosophiques luttant contre le fanatisme — utilise le terme de pléonexie dans son roman, pamphlet politique à clé contre l'Empire ottoman, intitulé Istoria ieroglifica [L'Histoire hiéroglyphique] (1705), dont un personnage est la déesse du nom de Pleonexis, qui peut transformer toute chose en or, dans la ville imaginaire d'Epithumia.

## Usage du terme
Le terme est notamment utilisé par Marcel Mauss dans son Essai sur les variations saisonnières des sociétés eskimos / Étude de morphologie sociale (L'Année Sociologique, tome IX, 1904-1905) : 

« Rink nous dit que les gens d'une station veillent jalousement à ce que nul ne possède plus que les autres ; quand le cas se produit, le surplus, fixé arbitrairement, retourne à ceux qui ont moins. Cette horreur de la pléonexie est aussi très développée dans les régions centrales. »

Il est également utilisé par Jean-Pierre Vernant dans Les origines de la pensée grecque où l'auteur montre comment la philosophie s'est constituée contre la pléonexie. En effet, si la philosophie est nécessaire, c’est parce que, sans elle et sans l’ascèse qu’elle permet, on se retrouve dans un état où
« La richesse remplace toutes les valeurs […]. À la racine de la richesse, on découvre une nature viciée, une volonté déviée et mauvaise, une pleonexia : désir d'avoir plus que les autres, plus que sa part, toute la part. »
Le philosophe Dany-Robert Dufour fait un large usage de cette notion, indiquant que la plus-value de Karl Marx constitue l'une des formes modernes de la pléonexie.